# Gregory Carl Johnson
Gregory Carl Johnson (ur. 30 lipca 1954 w Seattle, Waszyngton, USA) – pilot wojskowy, członek korpusu astronautów NASA.

## Wykształcenie oraz służba wojskowa
- 1972 – ukończył szkołę średnią (West Seattle High School) w Seattle.
- 1977 – został absolwentem University of Washington, gdzie uzyskał licencjat z techniki lotniczej i kosmicznej, a następnie rozpoczął służbę wojskową w marynarce wojennej Stanów Zjednoczonych.
- 1978 – w grudniu, po zakończeniu przeszkolenia lotniczego w bazie Pensacola na Florydzie, został pilotem lotnictwa morskiego. Dalszą służbę pełnił jako pilot-instruktor na samolotach TA-4J.
- 1980 – po opanowaniu pilotażu samolotu A-6E wziął udział w operacjach wojskowych na Oceanie Spokojnym i Oceanie Indyjskim.
- 1984-1990 – w bazie Edwards, stan Kalifornia, ukończył szkołę dla pilotów doświadczalnych (Air Force Test Pilot School), a później służył w Centrum Uzbrojenia Marynarki (Naval Weapons Center) w China Lake, stan Kalifornia. Brał udział w testach samolotów A-6 oraz F/A-18. Następnie został przeniesiony do bazy lotniczej Whidbey Island, stan Waszyngton. Kierował wydziałem utrzymania gotowości bojowej jednostki A-6.
- 1990 – przeszedł do rezerwy sił morskich i został dowódcą czterech jednostek rezerwowych marynarki.

Na 50 typach samolotów wylatał ponad 10 800 godzin, wykonując ponad 500 lądowań na lotniskowcach.

## Praca w NASA i kariera astronauty
- 1987 – po raz pierwszy próbował dostać się do korpusu astronautów NASA. Jednak podczas naboru do grupy NASA-12 zakwalifikował się tylko do jednej z grup finałowych.
- 1990-1998 – w kwietniu 1990 rozpoczął pracę w Centrum Lotów Kosmicznych imienia Lyndona B. Johnsona. Był inżynierem i pilotem doświadczalnym w Wydziale Operacji Lotniczych (Aircraft Operations Division) na lotnisku Ellington Field, stan Teksas. Uczył przyszłych astronautów pilotażu T-38. Latał na samolotach WB-57 oraz Gulfstream I(inne języki). Był też drugim pilotem KC-135. Uczestniczył w programie modernizacji T-38. Od 1994 przejął obowiązki szefa wydziału inżynieryjno-eksploatacyjnego (Maintenance & Engineering Branch). Odpowiadał za bezpieczne użytkowanie wszystkich 44 samolotów należących do JSC.
- 1998 – 4 czerwca został przyjęty do korpusu amerykańskich astronautów (NASA-17) w charakterze kandydata na pilota wahadłowca. Od sierpnia przystąpił do specjalistycznego szkolenia. W czasie szkolenia poznał budowę wahadłowców i Międzynarodowej Stacji Kosmicznej oraz przeszedł kurs przetrwania w warunkach ekstremalnych.
- 1999 – zakończył przeszkolenie podstawowe i zdobył uprawnienia do pilotowania promów kosmicznych. Później został skierowany do Biura Astronautów NASA do personelu wspierającego pracę astronautów (Astronaut Support Personnel).
- 2004 – wiosną został przedstawicielem Biura Astronautów ds. technicznych dotyczących operacji lądowania promów i przewozu ich na platformę startową. Został wówczas tzw. astronautą-menedżerem. Od czerwca 2004 do listopada 2005 pracował na Florydzie w Centrum Lotów Kosmicznych im. Johna F. Kennedy’ego. Kierował kompleksem, w których odbywały się przygotowania przedstartowe (Launch Integration) programu Space Shuttle.
- 2006 – w styczniu przywrócono mu status aktywnego astronauty. 31 października został pilotem załogi STS-125.
- 2009 – 11 maja wystartował w kosmos na pokładzie wahadłowca Atlantis do misji STS-125, której zadaniem był remont teleskopu Hubble’a (misja serwisowa HST-SM4). Lot trwał 12 dni 21 godzin i 37 minut.

## Nagrody i odznaczenia
- Meritorious Service Medal – trzykrotnie
- Navy and Marine Corps Commendation Medal – trzykrotnie
- Navy and Marine Corps Achievement Medal
- Armed Forces Expeditionary Medal
- Humanitarian Service Medal
- NASA James A. Korkowski Excellence in Achievement Award
- Universal Astronaut Insignia za lot orbitalny (nr 491) – Stowarzyszenie Uczestników Lotów Kosmicznych (Association of Space Explorers(inne języki))[1]